# Yakkity Yak
A Yakkity Yak egy ausztrál-kanadai rajzfilmsorozat, amely egy 1958-as dalról kapta a nevét. A műsort Mark Gravas készítette. A sorozat egy jakról szól, aki stand-up komikus szeretne lenni, és mindent megtesz, hogy elérje célját. Tervében segítségére van ananász barátja, Keo, és Lemony, egy egyszerű lány. Yakkitynek természetesen van egy riválisa is, Rondo, akivel a reflektorfényért küzd. A műsor 1 évadot élt meg 26 epizóddal. Magyarországon soha nem vetítették. Kanadában a Teletoon vetítette, míg Ausztráliában a Nickelodeon ausztrál változata sugározta. Amerikában is a Nickelodeon vetítette. Egy epizód 22 perces. 2002. november 9-től 2003. december 12-ig ment a sorozat.